# Lutz Lehmann (Journalist)

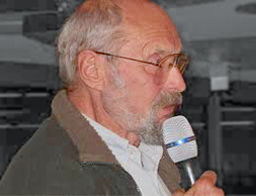
Lutz Lehmann

Lutz Lehmann (* 5. Februar 1927 in Stettin; † 2. Januar 2019) war ein deutscher Buchautor und Journalist, der unter anderem mit Fritz Pleitgen als ARD-Fernsehkorrespondent aus Ost-Berlin und Moskau berichtete.

## Leben
Lehmann besuchte die Grundschule und das Askanische Gymnasium in Berlin. Nach dem Notabitur 1944 wurde er zum Reichsarbeitsdienst und zu den Fallschirmjägern eingezogen. Nach Freilassung aus britischer Kriegsgefangenschaft und einer Landwirtschaftslehre in Schleswig-Holstein kam er 1947 zurück nach Berlin. Dort war er zunächst Redaktionsvolontär, später Redakteur beim Telegraf, danach bis 1951 Redakteur bei der Zeitung Der Abend.
Anschließend arbeitete Lutz Lehmann als freier Journalist vor allem für Hörfunk und Fernsehen, zunächst von 1959 bis 1965 für die Berliner Abendschau, danach für das NDR-Politmagazin Panorama sowie für Die Zeit und pardon. Für seine Dokumentarfilme über den 17. Juni und den 13. August wurde er 1973 mit dem Jakob-Kaiser-Preis des damaligen Bundesministeriums für innerdeutsche Beziehungen ausgezeichnet. Für seine Dokumentarberichterstattung über die Situation der sogenannten Contergankinder wurde ihm 1973 der Deutsche Sozialpreis verliehen.
Von 1977 an berichtete Lutz Lehmann aus Ost-Berlin, später bis zu seiner Pensionierung 1987 aus dem ARD-Studio in Moskau. Seine Nachfolgerin dort wurde Gabriele Krone-Schmalz. Lehmann blieb bis 1992 in Moskau und arbeitete weiter als freier Journalist.
2005 erwirkte Lutz Lehmann gegen den NDR eine Unterlassungserklärung, da er sich in einer Studie über den Einfluss des MfS auf westliche Journalisten falsch dargestellt fühlte.

## Schriften
- Mit dem Dolch unter der Robe. Wie lange sollen belastete Juristen noch amtieren? In: Die Zeit 11/1965. 12. März 1965.
- legal & opportun. Politische Justiz in der Bundesrepublik. Voltaire-Verlag 1966
- Klagen über Lehrer F. und andere Schul-Beispiele von autoritärer Tradition. Verlag S. Fischer Frankfurt a. M., 1971
- Wie die Luft zum Atmen. Ein Journalist erlebt die Perestroika. Hoffmann und Campe Verlag, Hamburg 1988. ISBN 978-3-455-08274-6

## Ehrungen und Auszeichnungen
- 1973: Jakob-Kaiser-Preis
- 1975: Deutscher Sozialpreis